# Slag bij Sint-Omaars
De Slag bij Sint-Omaars was een grote veldslag die in 1340 werd uitgevochten als onderdeel van koning Eduard III's zomeroffensief tegen Frankrijk dat hij aan het begin van de Honderdjarige Oorlog lanceerde vanuit Vlaanderen. Het offensief werd gestart in de nasleep van de Slag bij Sluis, maar was minder succesvol voor de Engelsen dan deze veldslag en had maar weinig gevolgen voor de situatie van beide zijden. De slag bij Sint-Omaars was het sluitstuk van de noordelijke vleugel van Edwards aanval en kende een tactische patstelling, waarbij de Engels-Vlaamse troepen gedwongen werden tot een strategische terugtocht.

## De Franse grens in 1340
Voor 1340 was Vlaanderen eeuwenlang met tegenzin door de Fransen bestuurd en er hadden in de tussentijd diverse opstanden en onafhankelijkheidsoorlogen plaatsgevonden tussen de twee landen. Eind jaren 1330 probeerde Vlaanderen het weer: Lodewijk I van Vlaanderen, die afstand had genomen van het anti-Franse beleid van zijn vader, werd afgezet tijdens een bloedige staatsgreep en vluchtte naar Frankrijk. Jacob van Artevelde nam de leiding over deze opstand op zich en werd benoemd tot kapitein-generaal van Gent, het centrum van de opstand. Eduard III, die zocht naar bondgenoten voor zijn oorlog met Frankrijk, sloot een alliantie met Artevelde en beloofde zijn beweging financieel te steunen en de voor de Vlaamse economie zo belangrijke wol te leveren in ruil voor Vlaamse steun voor zijn operaties en toegang voor zijn troepen tot Vlaams grondgebied.
Artevelde ging hiermee akkoord, maar was in het geheim niet van plan alle mogelijke middelen in te zetten in deze oorlog en kon bovendien niet spreken voor de handelssteden die zich in deze semi-onafhankelijke regio bevonden. Dus toen Eduard eiste dat hij 150.000 Vlaamse soldaten tot zijn beschikking zou hebben bij zijn aankomst in 1340, was hij enigszins verbaasd dat er maar een klein deel van dit aantal op was komen dagen. Tijdens zijn oversteek had Eduard een belangrijke maritieme overwinning behaald bij Sluis en aangemoedigd door dit succes hoopte hij eenzelfde resultaat op het land te behalen. Hij gaf Robert III van Artesië, een pretendent voor de titel Graaf van Artesië, het bevel om met 1.000 Engelsen en 10.000 Vlamingen in de regio Artesië een aantal schijnaanvallen uit te voeren, waarbij de Fransen dermate geprovoceerd dienden te worden dat zij in actie zouden komen en de mogelijkheid zou ontstaan een belangrijke vestingsstad zoals Sint-Omaars in te kunnen nemen. Ondertussen zou Eduard in Vlaanderen blijven om een tweede leger op de been te brengen dat gebruikt zou worden om het grensfort Doornik te belegeren.
De Fransen waren echter goed op de hoogte van Eduards bedoelingen en begonnen hun forten en verdedigende posities in de regio te versterken, waarbij ze tegelijkertijd een nieuw leger verzamelden in Noord-Frankrijk om de Engels-Vlaamse alliantie te kunnen bestrijden. In juli had Koning Filips VI 25.000 man in het gebied bijeengebracht, waarvan de meesten gelegerd waren in versterkte stellingen, zoals Sint-Omaars en Doornik.

## Roberts veldtocht
Sint-Omaars kreeg al snel de bijzonder aandacht van de Franse bevelhebbers, omdat Robert tijdens zijn veldtocht er geen geheim van maakte de stad als doelwit te hebben. Zijn aanval volgde een directe lijn richting de stad. Filips reageerde hierop door enkele duizenden soldaten onder Eudes IV, Hertog van Bourgondië, naar Sint-Omaars te sturen, een week later gevolgd door nog een omvangrijke troepenmacht onder Jean I, Graaf van Armagnac. Het versterkte garnizoen bereidde de stad in hoog tempo voor op de strijd, waarbij de bevolking werd geëvacueerd, de buitenwijken werden gesloopt en de stadsmuren werden versterkt. In tegenstelling tot de verwachtingen van Robert van Artesië, bevonden er zich geen pro-Vlaamse sympathisanten in de stad en zijn plan om simpelweg naar de poort te rijden en toegang te krijgen was hierdoor niet haalbaar.  Desondanks bleef hij optrekken naar de stad en op 25 juli maakte hij het naburige Arques met de grond gelijk alvorens zijn troepen naar de oostelijke rand van Sint-Omaars te sturen.
Robert werd echter op de voet gevolgd door het Franse leger van Filips VI en hoewel zij maar langzaam optrokken, was het voor de Engels-Vlaamse bevelhebbers zonneklaar dat er geen tijd was voor een belegering, omdat men slechts een paar dagen de tijd had voordat ze tussen het Franse leger en het garnizoen van Sint-Omaars klem zouden komen te zitten. Daarom stelde Robert zijn leger op aan de voorzijde van Sint-Omaars en daagde het garnizoen uit voor een gevecht. Daarbij zette hij zijn beste troepen, de Engelse boogschutters en soldaten uit Brugge en Ieper, in het midden, met soldaten uit Ieper, Veurne en Sint-Winoksbergen op de linkerflank en de overige soldaten uit Brugge op de rechterzijde. Achter deze troepenmacht bestond er nog een grote gemengde troepenmacht met mannen uit alle hoeken van Vlaanderen en het kampement.

## De veldslag
De hertog van Bourgondië en de graaf van Armagnac wisten van de komst van Filips VI en besloten te wachten zonder het gevecht aan te gaan. Dit plan viel in duigen toen een aantal Franse ridders hun bevelen negeerden en een uitval deden, gericht op de linkerflank van de Engels-Vlaamse legermacht. Zij werden teruggeslagen, maar tijdens hun terugtocht werden zij achtervolgd over een vlak landschap door infanteristen uit Ieper. De Fransen maakten meteen rechtsomkeer en vielen de Vlamingen aan, wat tot een gevecht leidde dat nog de hele middag duurde. Vanaf de muren zagen de beide Franse commandanten dat er hierdoor een gat was ontstaan in de vijandelijke linie en elk reden ze met 400 van hun beste cavaleristen erop af om de flanken van het Engels-Vlaamse leger aan te vallen.
Armagnac viel de reeds verzwakte linkerflank aan en wist snel een gat te slaan in dit deel van de linie. Zijn mannen braken meteen door en wisten het vijandelijke kampement en de slecht georganiseerde reservetroepen op de vlucht te laten slaan, waarbij ze duizenden vluchtende soldaten ombrachten en de voorraden van de vijand konden plunderen. Hoewel het resultaat vernietigend was, zorgde het plunderen ervoor dat zij de kans misten om de Engels-Vlaamse rechterflank in de rug aan te vallen en Roberts leger te verslaan. Hierdoor waren de Engelse en Brugse troepen in het midden en op rechts in staat de aanval van Bourgondië af te slaan.
Onbekend met de gebeurtenissen in hun rug, wisten ze de cavalerie van Bourgondië te omsingelen en met hun overmacht aan troepen terug te dringen richting de stad en de nog niet verwoeste noordelijke buitenwijken binnen te dringen. Slechts een dapper achterhoedegevecht door stadsbewoners en boogschutters voorkwam dat Roberts troepen de stad zelf binnen konden komen. Niemand in de stad of in Roberts leger wist echter dat er zich achter hen Franse troepen bevonden. Bij het vallen van de duisternis namen Robert en Armagnac via dezelfde weg weer hun oude posities in, wat leidde tot enkele hevige schermutselingen in het donker.

## Nasleep
In de ochtend werd het Robert pas duidelijk wat voor ramp zich voltrokken had. Nu het hem niet gelukt was de stad in te nemen en/of het Franse leger te verslaan, wist hij dat hij geen andere optie had dan zijn aanval af te blazen, voordat het veel grotere leger van Filips hem kon afsnijden. Robert keerde terug naar Eduards leger met zijn beste eenheden nog intact en hij claimde een gedeeltelijke overwinning. Op het slagveld bleven 8.000 gestorven Vlaamse soldaten over; een veelvoud van de Fransen, die slechts een handjevol mannen hadden verloren. Dit hoge aantal werd vooral veroorzaakt door het vluchten van de niet-getrainde Vlaamse reservetroepen aan de achterzijde van het slagveld. De slag om Sint-Omaars had weinig langdurige gevolgen omdat de troepenmacht van beide kanten nagenoeg intact was gebleven en de strategische situatie niet noemenswaardig was veranderd. Op korte termijn stortte het moreel van de Vlaamse troepen onder Eduards commando echter volledig in, wat tot veel onrust en conflicten leidde over betalingen en gebrek aan vertrouwen in hun commandant. Verder was Zuid-Vlaanderen nu onverdedigd, omdat de mannen die deze taak hadden, dood achtergebleven waren buiten de stadsmuren van Sint-Omaars. Hierdoor kreeg de Franse cavalerie vrij spel om het gebied aan te vallen en de bevoorrading van Eduards leger aan te vallen. Ten slotte bracht het verlies van zoveel soldaten diverse Vlaamse steden, zoals Ieper en Brugge, ertoe om vredesvoorstellen te doen aan Filip, waardoor de Engelse steun in de grote Vlaamse steden ondermijnd werd. Eduard liet zich hierdoor echter niet van zijn plan brengen om Noord-Frankrijk binnen te vallen en niet lang daarna verliet hij zijn posities bij Gent om, zonder succes, de stad Doornik te belegeren.